# Visitor Pattern
Em programação orientada a objetos e engenharia de software, o visitor pattern é um
padrão de projeto comportamental. Representa uma operação a ser realizada sobre elementos da estrutura de um objeto. O Visitor permite que se crie uma nova operação sem que se mude a classe dos elementos sobre as quais ela opera. É uma maneira de separar um algoritmo da estrutura de um objeto. Um resultado prático é a habilidade de adicionar novas funcionalidades a estruturas de um objeto preexistente sem a necessidade de modificá-las.
A ideia é usar uma classe de elementos como uma estrutura, sendo que cada uma delas possui um método cujo um dos argumentos é um objeto do tipo visitor. Visitor é uma interface que possui um método visit() para cada classe de elementos. O método accept() de uma classe de elementos invoca o método visit() de sua respectiva classe. Classes visitor concretas distintas podem então ser escritas para implementar operações especiais.
O padrão Visitor é uma solução para separar o algoritmo da estrutura. Uma das vantagens desse padrão é a habilidade de adicionar novas operações a uma estrutura já existente. Com ele, podemos ter a classe ObjetoSolido e o comportamento de queda em uma classe Gravidade, separada da estrutura do ObjetoSolido. Isso é feito através de uma interface, onde o objeto que vai executar esse método da classe do comportamento, passa uma referencia dela mesmo junto dos parâmetros normais da classe.
No caso desse exemplo, teríamos:
```
Visitor
 
gravidade
 
=
 
new
 
Gravidade
();
 
//esse é o nosso visitor, responsável pelo comportamento de queda.

Solido
 
solido
 
=
 
new
 
Solido
(
"caixa"
);
 
//solido que recebera o comportamento

solido
.
accept
(
gravidade
);
 
//recebe o comportamento Gravidade

```

Internamente, o método accept(Visitor visitor) de Solido faz o seguinte:
```
public
 
void
 
accept
(
Visitor
 
visitor
)
 
{

visitor
.
visitSolido
(
this
);

}

```

Ao passar para o Visitor uma referencia de si mesmo, o visitor pode acessar os métodos e atributos públicos dessa classe, que no nosso caso, vai adicionar a aceleração da gravidade ao Solido. Assim como o comportamento de queda foi adicionado, outros também poderiam ser feitos da mesma maneira, como movimentação através do teclado, sons... as possibilidades são infinitas.